# Завод сульфатної кислоти у Скарліно
Завод сульфатної кислоти у Скарліно – хімічне підприємство у італійському регіоні Тоскана.
Італійський хімічний гігант Montecatini (з 1966-го після злиття з Edison став відомим як Montedison) тривалий час володів рядом потужних піритових копалень у регіоні Тоскана – Гаворрано, Бочеджано, Ніччолета. Нарешті, було вирішено підсилити цей сектор за рахунок спорудження неподалік комплексу з переробки піритів, для розміщення якого обрали зону прибережних боліт в районі Скарліно (за два десятки кілометрів на схід від Пйомбіно). 
Комплекс, який ввели в дію у 1962 році, первісно мав наступний технологічний ланцюжок:
- пірити спалювали в печах із киплячим шаром з метою отримання сульфатної кислоти (також утилізація залишкового тепла дозволяла продукувати електроенергію та технологічну пару);
- піритний огарок проходив процес часткового відновлення (із перетворенням гематиту у магнетит) у печах із псевдозрідженим шаром з впорскуванням мазуту. Далі продукт потрапляв на магнітну сепарацію для отримання концентрату, з якого у підсумку виробляли котуни із вмістом заліза 65%.
Майданчик мав здатність щорічно випускати 710 тисяч тон сульфатної кислоти, 60 тисяч тонн олеуму, 350 тисяч тонн котунів та 150 млн кВт-год електроенергії. Також варто відзначити, що на початку 1970-х біч-о-біч з піритним комплексом ввели в дію завод з виробництва діоксиду титану, який мав споживати великі обсяги сульфатної кислоти.
Вже невдовзі після запуску комплексу він зустрівся з великими проблемами. Організована ОПЕК нафтова криза 1973 року призвела до зростання в рази цін на нафтопродукти, що підривало економіку виробництва котунів. У Скарліно розробляли заходи з підвищення енергоефективності, проте в 1980-му на тлі кризи у сталеливарній промисловості ділянку продукування металургійної сировини довелось зупинити. 
З іншої сторони, в цей же період відбувалась революція світового масштабу у виробництві сульфатної кислоти, коли піритний метод замінили на спалювання елементарної сірки, яку, з огляду на посилення екологічних вимог, у все зростаючих обсягах отримували під час очистки вуглеводнів. В 1994-му комплекс Скарліно також перейшов на технологію спалювання сірки і того ж року була зупинена остання тосканська піритна копальня у Бочеджано.
Окрім технологічних змін майданчик у Скарліно пройшов через серію змін у складі власників. Спершу його (разом з піритовими копальнями) передали створеній у 1972-му компанії Società Lavorazione Minerali e Derivati (Solmine), яку підпорядкували державному агентству з управління гірничодобувною промисловістю Ente Gestione Attività Minerarie (EGAM). EGAM, чимало підприємств якого були збитковими, ліквідували вже наприкінці 1970-х, при цьому піритний напрямок опинився під контролем нафтогазового гіганту Eni (через дочірню структуру Società Azionaria Minerario-Metallurgica, скорочено SAMIM). З 1987-го власник майданчику в Скарліно став іменуватись Nuova Solmine, а в 1997-му під час приватизації цю компанію продали SolMar SpA (Group SOLMAR), яку кілька менеджерів спеціально створили під викуп Nuova Solmine.
Наразі річна потужність заводу в Скарліно становить 590 тисяч тонн, з яких більшість припадає на сульфатну кислоту, а 110 тисяч тонн на олеум. Завод має власний причал для прийому танкерів та склад сульфатної кислоти з резервуарами, розрахованими на зберігання 78 тисяч тонн.